# Hoosac
Il fiume Hoosac, conosciuto anche come Hoosic, Hoosick (principalmente a New York) e come Hoosuck (nome arcaico), è un tributario del fiume Hudson, è lungo 113 km, e scorre nella zona nordorientale degli Stati Uniti. Le varie traslitterazioni derivano dal nome algonchino, che probabilmente significava "il posto al di là" (intendendo per "al di là", ad est dell'Hudson) o forse "il luogo roccioso" (forse perché il fondale roccioso è ben visibile tutto l'anno, primavera a parte, o forse per il suolo roccioso che il corso d'acqua attraversa).
Il ramo principale, quello sud, attraversa il nordovest del Massachusetts nell'Hoosac Range. Scorre attraverso il nord, l'ovest, e il nordovest, attraversando le seguenti città del Massachusetts: Adams, North Adams, e Williamstown, e successivamente attraverso Pownal nell'angolo sudorientale del Vermont, prima di entrare nello Stato di New York. Scorre attraverso le Hoosick Falls, dove fornisce energia idroelettrica e si congiunge all'Hudson sopra la città di Troy nella comune di Schaghticoke, Contea di Rensselaer.
Suoi tributari sono il ramo nord dell'Hoosic River, il piccolo Hoosick River, il Walloomsac River e il Green River.